# Hela USA bakar
Hela USA bakar (engelska: The American Baking Competition) är ett amerikanskt tävling och matlagningsprogram på CBS baserat på det brittiska TV-programmet Hela England bakar. Programledare är Jeff Foxworthy och juryn består av Jay Bienstock och Richard McKerrow. Seriens mål är att hitta den bästa hemmabakaren i USA.

Segraren vinner $250 000,00 och får ge ut en bok med det amerikanska förlaget Simon & Schuster.

### Fotnoter
1. ↑  Nathalie Rosén (26 november 2014). ”Jag har längtat efter Historieätarna” (på svenska). Norrköpings tidningar. Arkiverad från originalet den 23 december 2017. https://web.archive.org/web/20171223220452/http://www.nt.se/kultur-noje/jag-har-langtat-efter-historieatarna-10397056.aspx. Läst 23 december 2017.